# Gušterov korijen
Gušterov korijen (lat. Sauromatum), biljni rod od deset vrsta gomoljastih geofita, trajnice  iz porodice kozlačevki. Ovaj rod raširen je po tropskoj Africi, Arapskom poluotoku i tropskoj i suptropskoj Aziji, te dijelovima Kine.

## Vrste
1. Sauromatum brevipes (Hook.f.) N.E.Br.
2. Sauromatum brevipilosum (Hett. & Sizemore) Cusimano & Hett.
3. Sauromatum diversifolium (Wall. ex Schott) Cusimano & Hett.
4. Sauromatum gaoligongense J.C.Wang & H.Li
5. Sauromatum giganteum (Engl.) Cusimano & Hett.
6. Sauromatum hirsutum (S.Y.Hu) Cusimano & Hett.
7. Sauromatum horsfieldii Miq.
8. Sauromatum meghalayense D.K.Roy, Talukdar, B.K.Sinha & Dutta Choud.
9. Sauromatum tentaculatum (Hett.) Cusimano & Hett.
10. Sauromatum venosum (Dryand. ex Aiton) Kunth

## Sinonimi
- Diversiarum J.Murata & Ohi-Toma
- Hirsutiarum J.Murata & Ohi-Toma
- Pedatyphonium J.Murata & Ohi-Toma